# ماريون آي
ماريون آي (5 أبريل 1903 - 21 يوليو 1951) (بالإنجليزية: Marion Aye)‏ هي ممثلة أفلام صامتة أمريكية.

## أعمالها

### أفلام
| - 1919 يانكي دودل في برلين - 1921 هيك - 1921 مونتانا بيل - 1921 درب الانتقام - 1922 خط أصفر - 1922 مكافأة مزدوجة | - 1922 ذهب لا رجل - 1922 شبح التلال - 1922 الغرب يلتقي الشرق - 1922 دم أخيه - 1922 وصلات المطالبة - 1922 الطرف الضعيف | - 1922 الأمير المثقوب - 1923 الثلاثة الأبدية - 1923 أعتى رجل في العالم - 1924 آخر رجل على الأرض - 1924 العنيف - 1926 ايرين |

## وصلات خارجية
- صفحة ماريون آي IMDb
- صفحة ماريون آي ALLMovie